# Ruiterstandbeeld van Marcus Aurelius

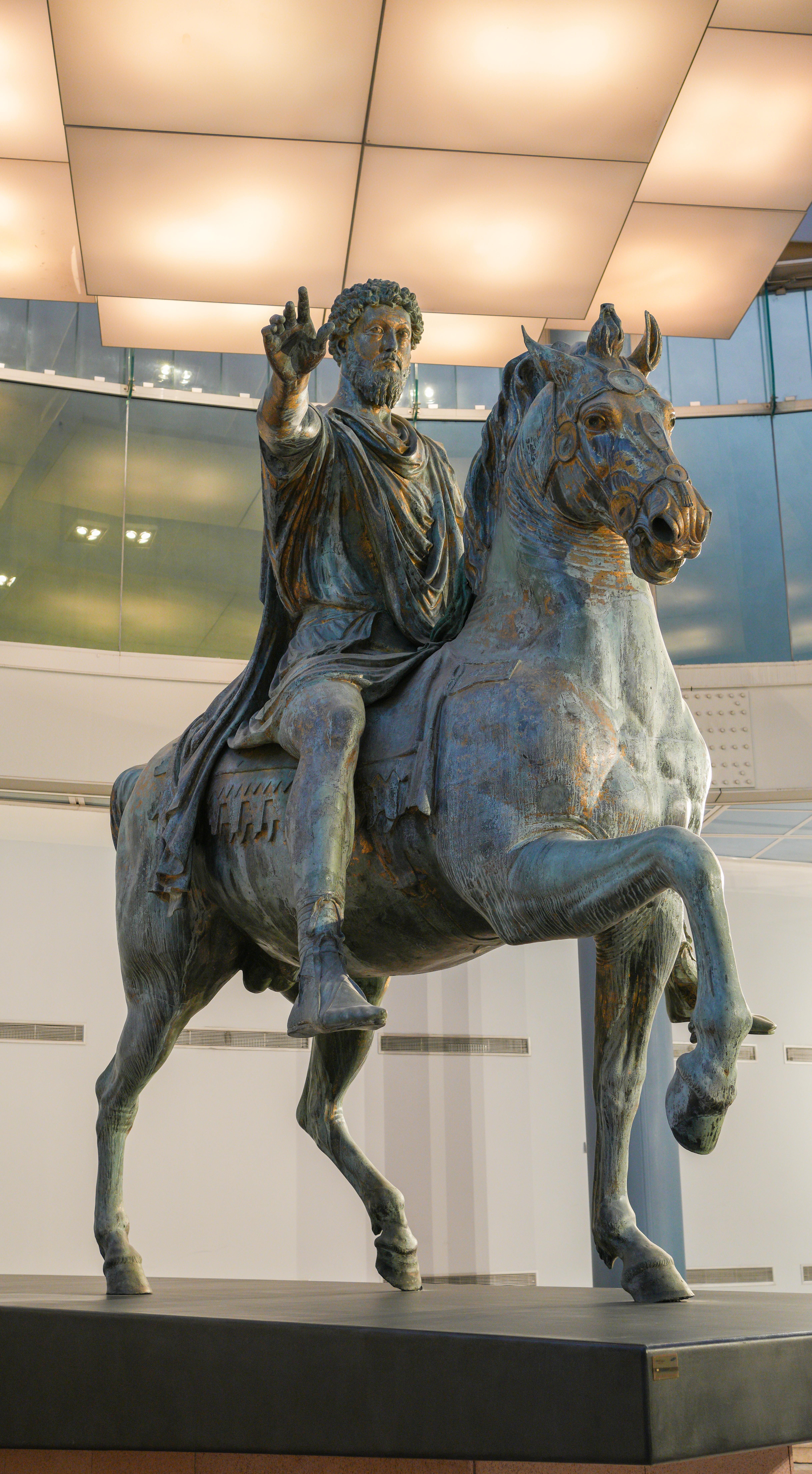
Het originele standbeeld in de Capitolijnse Musea

Het ruiterstandbeeld van Marcus Aurelius (Romeinse keizer van 161 tot 180) is het beste bewaard gebleven voorbeeld van een bronzen ruiterstandbeeld uit de oudheid.
Het unieke bronzen ruiterstandbeeld van Marcus Aurelius bevindt zich op de Capitolijnse heuvel, in het hart van Rome. Het beeld stond in het midden van het plein tot het in 1981 voor restauratiewerkzaamheden naar binnen werd gehaald. Sinds 1990 is het originele beeld opgesteld in de Capitolijnse Musea, eerst in het Palazzo Nuovo en tegenwoordig op een centrale plaats in de nieuwe glazen binnenhal van het Palazzo dei Conservatori. Buiten op het plein staat een exacte kopie, die op 20 april 1997 werd onthuld.
Het beeld is 4 m. hoog en bijna 4 m. lang, en weegt tweeënhalve ton. Het is van brons en was oorspronkelijk verguld. Van het verguldsel zijn nu nog slechts kleine sporen over. Het is gemaakt ter ere van keizer Marcus Aurelius en waarschijnlijk opgericht in 176 toen hij werd geëerd voor zijn overwinningen op de Germaanse volken, of anders kort na zijn dood in 180. De keizer is afgebeeld terwijl hij zijn arm uitsteekt en het volk toespreekt (allocutio). Onder het opgeheven rechterbeen van zijn paard lag oorspronkelijk een overwonnen vijand. Het paard heeft geen stijgbeugels, omdat die nog niet uitgevonden waren in de Romeinse tijd.
Waar het beeld oorspronkelijk heeft gestaan is niet bekend. Aan het eind van 8e eeuw liet de paus het plaatsen op het plein naast de pauselijke residentie, het Lateraanse paleis, bij de plaats waar nu de obelisk staat. Paus Paulus III (Alessandro Farnese) liet het in 1538 verplaatsen naar het midden van het door Michelangelo nieuw ontworpen plein op de Capitolijnse heuvel, het Piazza del Campidoglio. Dit gebeurde tegen de wil van Michelangelo zelf. Op de sokkel, die door Michelangelo werd gemaakt van marmer van de Tempel van Castor en Pollux op het Forum Romanum, is het wapen van de paus met de Farnese-lelies te zien.
Lange tijd is gedacht dat het beeld keizer Constantijn voorstelde, de eerste christelijke keizer van Rome. Om die reden is het beeld bewaard gebleven en is het brons niet omgesmolten zoals dat van vrijwel alle andere bronzen standbeelden uit het oude Rome. De verwisseling met Marcus Aurelius is veroorzaakt doordat de gelaatstrekken van de keizer op een aantal reliëfs op de Boog van Constantijn overeenkomen met die van het ruiterstandbeeld. Pas later is duidelijk geworden dat in de Boog van Constantijn delen zijn opgenomen van eerdere triomfbogen, waaronder die van Marcus Aurelius.
Het ruiterstandbeeld van Marcus Aurelius werd het voorbeeld voor vele latere ruiterstandbeelden, en is afgebeeld op de Italiaanse euromunt van 50 cent.

## Referentie
- Luc Verhuyck, SPQR. Anekdotische reisgids voor Rome, Amsterdam: Athenaeum–Polak & Van Gennep 2001, 34-36